# Assesse
Assesse este o comună francofonă din regiunea Valonia din Belgia. Comuna Assesse este formată din localitățile Assesse, Courrière, Crupet, Florée, Maillen, Sart-Bernard și Sorinne-la-Longue. Suprafața sa totală este de 78,16 km². La 1 ianuarie 2008 comuna avea o populație totală de 6.299 locuitori.
Comuna Assesse se învecinează cu comunele Namur, Gesves, Profondeville, Yvoir, Hamois și Ciney.